# 韩江林场
韩江林场是中华人民共和国广东省潮州市饶平县境内的一个国有林场、公益二级事业单位。所在区域，曾列为饶平县的一个类似乡级单位。
2018年1月时，根据《中共广东省委 广东省人民政府关于印发〈国有林场改革实施方案〉的通知》（粤发〔2015〕9号）、《广东省林业厅关于潮州市国有林场改革方案的复函》（粤林复函〔2017〕195号）、《饶平县人民政府办公室关于韩江林场代管村委会社会职能分离有关问题的批复》（饶府办复〔2017〕71号）三份文件，韩江林场已被列为公益二级事业单位。原代管的黄坪、桃园、坪溪等3个村委会移交三饶镇政府。此前的2017年11月10日，饶平县人民政府在三饶镇政府四楼会议厅举行3个村委会的交接仪式。11月18日上午，三饶镇党委书记黄序谋带领镇班子成员、部门负责人共20多人前往韩江林场，对接管各项工作深入进行对接。

## 行政区划
国家统计局网站中，韩江林场下辖以下地区：
黄坪村、桃园村和坪溪村。